# Lysbuelampe
En lysbuelampe er en lampe, der producerer lys via en lysbue. Lampen består af to elektroder, der i moderne lamper typisk lavet af wolfram, der er adskilt af en luftart (fx neon eller xenon). Før glødepærer blev almindelige, benyttedes lysbuelamper med kulelektroder, såkaldte kulbuelamper. I disse brænder lysbuen i almindelig luft.  
Humphry Davy opfandt lysbuelampen i 1800'erne. Den elektriske strøm i lampen er kraftig, men spændingen er ikke så høj, så for at tænde lampen skal de to kulelektroder kortvarigt føres sammen, hvorved kredsløbet sluttes og buen tændes. Derefter trækkes kullene fra hinanden. Størstedelen af lyset stammer fra de glødende kulspidser. Automatiske mekanismer kan evt. regulere elektrodeafstanden, efterhånden som kullene fortæres og strømmen ændres. 
En særlig kulbuelampe, Jablokovs kærte, kræver ikke nogen mekanik til at justere elektrodeafstanden, da kullene er parallelle og fortæres oppefra og ned. Til gengæld kræves der et lille stykke grafit, der forbinder de to kul, for at tænde lampen. Grafitstykket fordamper hurtigt. Den er derfor vanskelig at tænde, når den først en gang har været slukket.  
Lysstyrken var ideel til fx gadelys, men for kraftig til almindelig indendørs belysning. Lysbuelamper har desuden været benyttet i lyskastere og i filmprojektorer, hvor det kraftige lys var nødvendigt. Lysbuelamper danner en del ultraviolet lys.